# I Boulogneskogen
I Boulongeskogen är en målning av den franska impressionistiska konstnären Berthe Morisot. Den målades cirka 1879 och ingår sedan 1960 i Nationalmuseums samlingar i Stockholm. 
Målningen visar två kvinnor i Boulogneskogen i Paris sextonde arrondissement. Morisot bodde vid tidpunkten i det närbelägna Passy med sin make Eugène Manet (bror till Édouard) och sin knappt ettåriga dotter (sedermera konstnär) Julie och var väl bekant med parkområdet Boulogneskogen. De avbildade kvinnorna var sannolikt professionella modeller och förekommer även med exakt samma kläder i målningen Sommardag.
Målningarna är tydligt impressionistiska i sitt utförande med ljusa skimrande färger i olika valörer och otydliga konturer. Morisot var en av de mer konsekventa impressionisterna och hon deltog på samtliga impressionistutställningar förutom 1879. Med stor sannolikhet ingick denna målning (under namnet Au jardin) i en grupp om tolv verk - däribland Sommardag - som Morisot ställde ut på den femte impressionistutställningen i Paris i april 1880.  